# Chikuzen (Fukuoka)
Chikuzen (筑前町?) è una cittadina giapponese della prefettura di Fukuoka.